# William Forsythe (skådespelare)

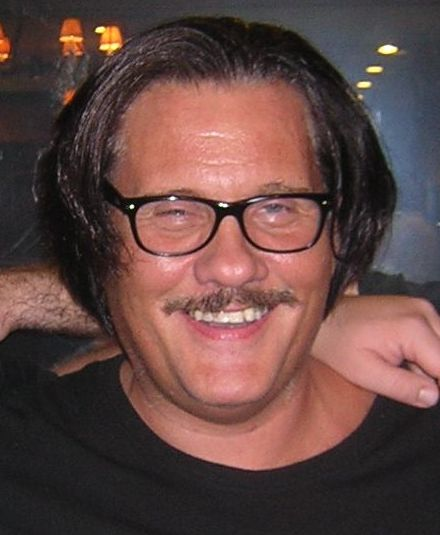
William Forsythe.

William Forsythe, född 7 juni 1955 i Brooklyn, New York, är en amerikansk skådespelare.

## Filmografi (urval)
- 1984 – Once Upon a Time in America
- 1987 – Arizona Junior
- 1991 – Dödlig hämnd som Richie Madano
- 1991 – Stone Cold
- 1995 – Things to Do in Denver When You're Dead
- 1995 – Virtuosity
- 1996 – The Rock
- 1996 – Gotti (TV-film)
- 1998 – Hell's Kitchen
- 1999 – Hollywood Gigolo
- 1999 – The Last Marshal
- 2001 – UC: Undercover (TV-serie)
- 2002 – City by the Sea
- 2005 – The Devil's Rejects
- 2006 – Freedomland
- 2006 – Shark, avsnitt Russo (gästroll i TV-serie)
- 2007 – Halloween
- 2007 – 88 Minutes
- 2008 – Stiletto
- 2010 – Dear Mr. Gacy som John Wayne Gacy